# Batalla de Sentino
La batalla de Sentino fue un enfrentamiento militar decisivo librado en el 295 a. C. cerca de Sentino (actual Sassoferrato, Las Marcas), durante la tercera guerra samnita. En este combate una alianza de samnitas, etruscos, umbríos y senones fue vencida por la República romana, dándole a esta última el control de la península itálica central.
Llamada la «batalla de las naciones», su resultado significó que la península itálica acabaría unificada por la autoridad romana. Fue la mayor batalla en Italia hasta entonces, unos 80.000 hombres, quizás hasta 100.000, se enfrentaron.

## Antecedentes
A inicios del siglo III a. C., la Italia central se dividía entre romanos, galos, picenos, samnitas, etruscos y griegos, pero desde esa época los primeros iniciaron su expansión derrotando uno por uno a sus vecinos. 
Hacia 299 a. C., los senones sabían que muchas tribus al norte de los Alpes estaban migrando. Para evitar ser invadidos utilizaron su parentesco y el soborno para convencerlos de atacar a los romanos. Así invadieron Etruria, donde los etruscos se les sumaron para saquear territorio romano y retirarse con un gran botín, pero en sus tierras estalló una batalla por el reparto del botín y la fuerza se autodestruyó, lo que los griegos consideran común en ellos por beber y no saber controlarse. En 295 a. C. se aliaron con los samnitas. Fue entonces cuando el líder de estos últimos, Gelio Egnatio, consiguió establecer una coalición con los umbríos, galos senones y etruscos, como la única manera de detener a Roma. Sin embargo, los picenos, nunca enemistados con los romanos y recientemente atacados por los galos, prefirieron apoyar a la República. La coalición antirromana consiguió entrar en Camerinum (Camerino) para dar una batalla decisiva.
Los dos cónsules, Publio Decio Mus y Quinto Fabio Máximo Ruliano, tenían planeado marchar sobre los etruscos (Fabio) y samnitas (Decio) por separado. Pero cuando la República romana se enteró de los planes enemigos, los cónsules decidieron marchar sobre Etruria juntos en cuanto asumieron. Hasta entonces Roma sólo había enfrentado un enemigo a la vez, ahora era una gran alianza. Entre tanto, los senones atacaron en gran número la II legión acampada en Clusio (Chiusi), dejada ahí a las órdenes de Lucio Cornelio Escipión Barbato por Fabio cuando fue a Roma para asumir su cargo; tomaron por sorpresa a los legionarios antes de que pudieran reconocer el terreno, justo cuando Escipión construía su castra (campamento) sobre una colina cercana a la ciudad, atacados por delante y por detrás, acabaron masacrados. Los cónsules, que no estaban lejos, se enteraron cuando vieron a jinetes galos con cabezas romanas colgando de los cuellos de sus caballos.

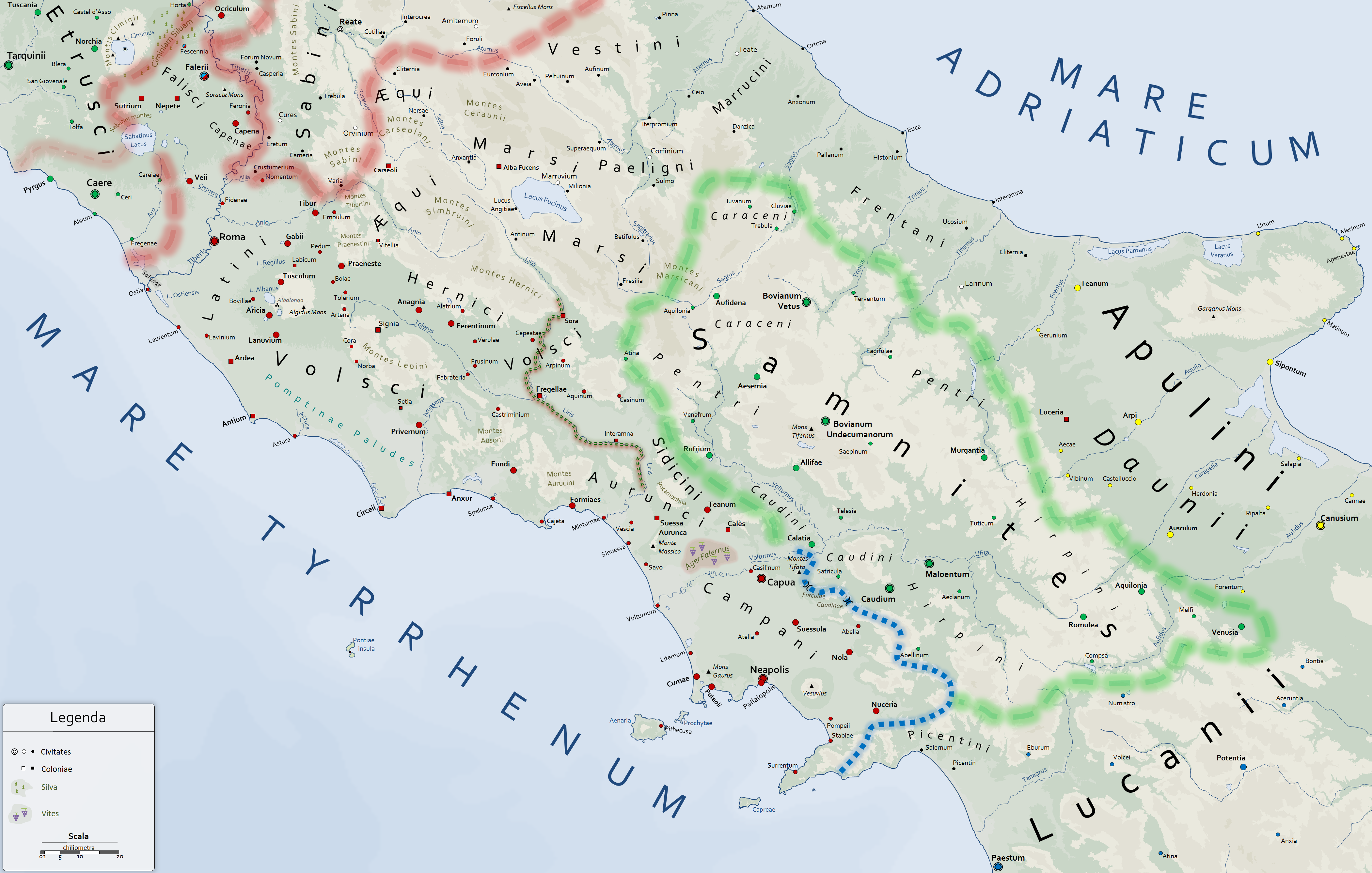
Mapa de la tercera guerra samnita.

Algunas fuentes dicen que fueron los umbríos quienes emboscaron una partida de exploradores mandada por un oficial llamado Lucio Manlio Torcuato, pero Escipión consiguió prestarle ayuda y salvar a los soldados. Sin embargo, Tito Livio afirma que la versión más probable es la primera porque los romanos tomaron medidas defensivas para prevenir un ataque galo. Entre tanto, los romanos enviaron a las legiones II y IV al mando del procónsul Lucio Volumnio Flama contra Samnio, obligando a los samnitas a limitar el número de soldados que podían aportar.
Los aliados decidieron unir sus fuerzas en Etruria para un combate decisivo. El ejército consular cruzó los Apeninos y acampó en Sentino, cerca del campamento enemigo. El plan aliado consistía en que senones y samnitas atacarían a las legiones por delante mientras umbríos y etruscos asaltaban su campamento. Sin embargo, desertores informaron a los cónsules de sus planes a cambio de dinero. Por una orden consular escrita los propretores Cneo Fulvio y Lucio Postumio Megelo marcharon con otros dos ejércitos hasta Clusio y luego saquearon Etruria y Umbría, forzando a los guerreros de esos países a retirarse para defender sus tierras poco antes de la batalla, algo que fue decisivo, pues sin ellos las fuerzas enfrentadas quedaron parejas. Originalmente, este ejército de reserva tenía la misión de asegurar las comunicaciones entre Roma y los cónsules.

## Fuerzas en combate

### Romanos
Las fuerzas romanas eran dos ejércitos consulares típicos de la época, compuestos por dos legiones y dos alas de 4.200 infantes cada una, además de 300 jinetes por cada legión y hasta el triple de caballería por cada ala. Estas fuerzas incluían oficialmente 300 vélites pero contando a los rorarii su número se cuadruplicaba. De estos, unos 8.000 a 10.000 serían ciudadanos romanos y el resto itálicos aliados (picenos y latinos). Un ejército de dimensiones similares a los usados posteriormente en las guerras pírricas. Era el mayor ejército romano hasta entonces concentrado, equivalente a dos ejércitos consulares, pues tradicionalmente los romanos formaban dos legiones anuales para salir de campaña.
Estaban organizados en 4 legiones romanas y 4 alae, «alas», de sus aliados itálicos. Esto equivaldría a 38.000 soldados en los cálculos de Brian Taylor, incluyendo un gran número de jinetes aportados por los itálicos, destacando más 1.000 jinetes campanos especialmente seleccionados. Las estimaciones decimonónicas de Thomas Arnold elevan los números a 50.000 a 60.000. Las más bajistas son las de Sara Phang con 30.000 a 40.000 efectivos.
El historiador británico Tim Cornell sugiere 36.000 siguiendo los números que da Polibio sobre las legiones de la época. En cambio, Duncan Head eleva la cifra a 45.000 basándose en los grandes contingentes de aliados mencionados por Livio, principalmente infantería ligera y caballería. Analizando los anteriores estudios, el historiador militar Philip Sabin cree que probablemente sumaran 40.000, aparte de un pequeño contingente de auxiliares vigilando el campamento.
El historiador británico Ross Cowan desglosa en 16.800 legionarios y 1.200 a 1.500 jinetes romanos; los aliados aportaron aún más soldados. Si se considera que Apio Claudio el Ciego y Lucio Volumnio Flama en 296 a. C. atacaron Etruria con 27 000 itálicos, es perfectamente posible que Fabio y Decio llevaran un número similar, lo que da unos 45.000 combatientes. Sin embargo, Cowan también reconoce que otros dos ejércitos romanos estaban operativos en 295 a. C., así que un contingente ligeramente menor, quizás 40.000, es más probable.
Respecto a los aliados, sin duda participaron los lucanos y campanos, y muy probablemente los marsos, pelignos, vestinos, marrucinos y varios contingentes de las ciudades latinas y colonias romanas fundadas en la anterior guerra. En tanto, los picenos pudieron ausentarse para ir a defender sus tierras y se supone que los carmertianos fueron reclutados por Escipión para vigilar los movimientos enemigos en Umbria.

### Aliados
Fuentes romanas de la época dicen que sus enemigos sumaban 1.000.000 de infantes, 46.000 jinetes y 1.000 carros de guerra, incluyendo etruscos y umbríos antes de que se marcharan. Sin embargo, ya Livio consideraba exageradas esas cifras y era imposible para un ejército de esa época abastecer o maniobrar tales números. Paulo Orosio los reduce a 140.330 infantes, 47.000 jinetes y 1.000 carros.
Estudiosos modernos creen que los aliados sumaban una fuerza similar a sus enemigos, unos 38.000 a 40.000 efectivos, al menos, porque a los cónsules les preocupaba enfrentar a tal fuerza aún después de la retirada de los etruscos y umbrios, lo que indica que probablemente todavía fueran superiores en número, tal vez unos 50.000.

## Batalla
Durante dos días los romanos intentaron provocar al enemigo para una batalla decisiva sin éxito, al tercero ambos bandos descendieron a la llanura. Los samnitas formaron el ala izquierda aliada y los senones la derecha. En contrapartida, Fabio comandaba las I y III legiones para enfrentar a los samnitas y Decio la V y VI frente a los galos. Según la leyenda, aparecieron en la tierra interpuesta un lobo persiguiendo a una cierva, la presa huyó herida hacia los galos y samnitas, mientras el cazador hacia los romanos. El canino era un símbolo de Marte, divinidad protectora de los romanos, y visto como un presagio favorable.
Los legionarios de Fabio aguantaron a la defensiva, porque su comandante sabía que las tácticas de sus oponentes se basaban en una primera carga furiosa que si era aguantada acabaría dando la victoria a los romanos. De ahí que tras un largo combate sin ventaja para ningún bando, los samnitas empezaron a perder lentamente su ímpetu mientras que el calor desgastaba a los senones. Fue entonces cuando sus legiones pasaron a la ofensiva.
En cambio, Decio, más joven, se lanzó al ataque desde el principio y como la infantería no avanzaba a la velocidad necesaria, trajo a su caballería. Dos veces lideró la carga contra los jinetes senones sin vencer y a la tercera los hicieron retroceder, acercándose al campamento galo, alejándose de su infantería. Ahí el ruido de los carros de guerra enemigos asustó a las monturas romanas, produciéndose el pánico y resultando vencidos. Los carros cargaron contra los legionarios de Decio, destrozando las primeras líneas, lo que fue seguido por la furiosa carga de los guerreros celtas. Sin éxito, Decio intento reorganizar a las unidades y detener a los que huían, hasta que consagró su vida a la victoria de los romanos y sus dioses, siguiendo el ejemplo de su padre. Luego espoleó a su caballo y cargó contra la masa de galos, resultando muerto por sus proyectiles.
Al ver esto, los legionarios dejaron de huir y volvieron al ataque, lo contrario que solía pasar con un ejército que pierde a su líder. Los galos, especialmente los que rodeaban el cadáver del cónsul, quedaron paralizados e incapaces de lanzar adecuadamente sus proyectiles. El pontífice Livio anunció que el sacrificio de Decio le daría la victoria a los romanos y estos cargaron con furia y locura.
Entonces Fabio ordenó a Escipión y Cayo Marcio apoyar a los legionarios del difunto Decio con las reservas de la retaguardia. Los galos formaron un muro de escudos para intentar resistir pero sus enemigos tomaron todas las jabalinas que pudieron encontrar y se las arrojaron, muchas fueron detenidas pero otras mataron a sus guerreros, debilitando lentamente su formación. En cambio, Fabio se dio cuenta de que los samnitas seguían aguantando, más de los esperado, por lo que mando a su caballería flanquear a sus rivales mientras la infantería seguía presionando. La carga fue general. Finalmente, los samnitas rompieron filas y huyeron a su campamento mientras los celtas aún aguantaban. Entonces Fabio ordenó a su caballería atacar por la retaguardia a los galos y a la primera línea de la III legión atacar a todo senón que intentara retirarse. Luego fue contra los aterrados samnitas que estaban agolpados frente a su campamento sin poder entrar produciéndose un combate en sus afueras en que murió el comandante samnita. Al final, los samnitas lograron entrar en su campamento pero este fue rápidamente asaltado.

## Consecuencias
Según Livio los romanos tuvieron 1700 muertos entre las legiones de Fabio y 7.000 de las de Decio. Orosio sostiene que fueron 7.000, la mayoría entre los legionarios de Decio. Las bajas aliadas fueron 25.000 muertos y 8.000 prisioneros según Livio, aunque Orosio habla de 40.000 caídos y Diodoro Sículo, basado en la obra de Duris de Samos, hoy perdida, eleva los números a 100.000 cadáveres de los vencidos, aunque estos últimos se refieren al total del consulado de Ruliano y no sólo esa batalla. Polibio indica que las bajas aliadas fueron enormes y los supervivientes volvieron por su cuenta a sus hogares.
Samnitas y senones se retiraron a sus territorios mientras que Fabio se retiró a Etruria. La alianza quedaba rota pero los samnitas aún no estaban vencidos. Los primeros se atrincheran hasta su sometimiento final en 290 a. C., siendo tan fuertes como para vencer al cónsul Lucio Postumio Megelo en 294 a. C., debiendo rendirse después de la derrota de Aquilonia.
Los segundos volvieron unos diez años después, en 283 a. C., para sitiar Arretium (Rímini). Para esto se aliaron con los lucanos, brucios, etruscos y samnitas. Los romanos enviaron embajadores para disuadir a los senones de unirse a la alianza pero fueron ejecutados. El pretor Lucio Cecilio Metelo Denter fue enviado a ayudar a la ciudad y vengar la afrenta; hubo una batalla frente a la urbe donde fue vencido y muerto por senones y etruscos, junto a 7 tribunos militares, muchos nobles y 13 000 legionarios. Se nombró como sucesor en el cargo a Manio Curio Dentato, quien envió embajadores a negociar la liberación de los vencidos pero fue acusado de traición por ese acto. Los indignados romanos marcharon sobre los senones, venciéndolos en batalla campal y expulsándolos de sus tierras, luego construyeron la colonia de Sena. Esto alarmó a los boyos, que temieron un destino similar, y aliados con los etruscos dieron batalla en el lago Vadimo, donde la mayoría murió ante las legiones. Pero boyos y etruscos nuevamente juntaron guerreros, esta vez a los más jóvenes, y dieron una nueva batalla campal. Fueron nuevamente vencidos y forzados a pedir la paz. Los picenos, entendiendo que los romanos eran ahora demasiado poderosos, empezaron a temer por su independencia.
Sentino fue una de las batallas más decisivas de la historia romana, equiparada con Waterloo por E. T. Salmon, un momento climático para su historia y posiblemente de haber estado ese día los contingentes de etruscos y umbrios el resultado hubiera sido muy distinto. Su ausencia se debió a múltiples factores, como la falta de un mando único, los ataques de los propretores a sus tierras y quizás un intento de atacar tierras romanas mientras sus aliados distraían a los cónsules. Debe mencionarse que ambos bandos efectuaron estas tácticas durante la guerra para distraer contingentes enemigos.

### Antiguas
De las obras antiguas, los libros son citados con números romanos y capítulos y/o párrafos con arábigos.
- Floro. Epítome. Digitalizado en inglés por Bill Mayer en UChicago.Libro I. Basado en la obra de 1924, Loeb Classical Library, traducción latín-inglés y edición por E. S. Forster.
- Diodoro Sículo. Biblioteca histórica. Libro XXI. Digitalizado por UChicago. Basado en traducción griego antiguo-inglés de F. R. Walton, Harvard University Press, 1957, volumen XI de colección Loeb Classical Library.
- Paulo Orosio. Historia contra los paganos. Libro III Archivado el 30 de enero de 2021 en Wayback Machine.. Traducción latín-inglés, introducción y notas por A. T. Fear, 2010, Liverpool University Press. ISBN 9781846312397. Versión en latín de Attalus, basada en edición de Karl Friedrich Wilhelm Zangemeister, 1889, Viena, corregida por Max Bänziger.
- Polibio. Historias. Libro II. Digitalizado por UChicago. Basado en traducción griego antiguo-inglés por William Roger Paton, 1922, Londres: W. Heinemann, volumen I de Loeb Classical Library.
- Tito Livio. Historia de Roma. Libro 10. Digitalizado por Perseus, basado en traducción latín-inglés por Canon Roberts, 1912, Nueva York: E. P. Dutton & Co.
- Tito Livio. Periocas. Versión digitalizada en 2003 por Livius. Basada en The Latin Library corregida con la edición de Paul Jal, Budé-edition, 1984. Traducción latín-inglés por Jona Lendering & Andrew Smith. Es un índice y resumen de una edición del siglo IV de su obra Ab Urbe condita (hoy mayormente perdida).

### Modernas
- Antonelli, Luca (2003). I Piceni: corpus delle fonti : la documentazione letteraria. Roma: L'Erma di Bretschneider. ISBN 9788882652425.
- Arnold, Thomas (1854). The history of Rome. Nueva York: D. Appleton & Co.
- Cornell, Tim (1995). The Beginnings of Rome:  Italy and Rome from the Bronze Age to the Punic Wars (c.1000–264 BC). Londres: Routledge. ISBN 0415015967.
- Cowan, Ross (2009). Roman Conquests: Italy. Casemate Publishers. ISBN 9781844682768.
- D’Amato, Raffaele (2017). Decorated Roman Armour: From the Age of the Kings to the Death of Justinian the Great. Pen and Sword. ISBN 9781473892897.
- Erdkamp, Paul (2011). A Companion to the Roman Army. John Wiley & Sons. ISBN 9781444393767.
- Goldsworthy, Adrian (2005). El ejército romano. Ediciones AKAL. Traducción inglés-español por Álvaro Ramón Arizaga Castro. ISBN 9788446022343.
- Head, Duncan (1982). Armies of the Macedonian and Punic wars, 359 BC to 146 BC : organisation, tactics, dress and weapons. Wargames Research Group. ISBN 9780904417258.
- Phang, Sarah E. (2016). "Sentinum, Battle of (295 BC)". En Conflict in Ancient Greece and Rome: The Definitive Political, Social, and Military Encyclopedia. ABC Clio. ISBN 9781610690201.
- Ó hÓgáin, Dáithí (2002). The Celts: A History. Boydell Press. ISBN 9780851159232.
- Roldán Hervás, José Manuel (1995). Historia de Roma. Salamanca: Universidad de Salamanca. ISBN 9788474818239.
- Sabin, Philip A. G (2007a). Lost Battles: Reconstructing the Great Clashes of the Ancient World. Hambledon Continuum. ISBN 9781847251879.
- Sabin, Philip; Hans van Wees & Michael Whitby (2007b). The Cambridge History of Greek and Roman Warfare: Greece, the Hellenistic World and the Rise of Rome. Tomo I. Cambridge University Press. ISBN 9780521782739.
- Salmon, E. T. (1967). Samnium and the Samnites. Cambridge University Press.
- Scullard, Howard Hayes (2013). A History of the Roman World: 753 to 146 BC. Routledge. ISBN 9780415522274.
- Taylor, Brian (2008). The Rise of the Romans: The Rise and Fall of the Roman Empire, 753 BC - 476 AD, a Chronology. The History Press.